# Пристег
Пристег је насељено мјесто у Равним Котарима, у сјеверној Далмацији. Припада граду Бенковцу у Задарској жупанији, Република Хрватска.

## Географија
Налази се око 9 км југоисточно од Бенковца. Најближа тачка на морској обали налази се на 9 километара од Пристега. Село се дели на две веће географско-историјске целине: Пристег (у ужем смислу) насељен углавном Србима (од Хрвата: Тадић, Милетић), и Ужалицу насељену углавном Хрватима (од Срба: Зечевић). За Ужалицу се сматра да је некада била посебно село. Пристег (у ужем смислу) се састоји из неколико мањих целина: Вароши, Вранковића, Црнокрака, Ромића, Црквина, Врбовца, Штрабињке, итд.

## Култура
У Пристегу се налазе римокатоличке цркве Госпе од здравља и Св. Фране. Православни верници припадају парохији у Доњим Церањама, у којима се налази православна црква Св. Илије.

## Историја
Као насеље помиње се још од средњег века када је припадао поседима приора Вране. Неки хрватски историчари тврде да је село било темпларски посед, јер је приор Вране и сам био темплар. По успостављању млетачке власти над Далмацијом 1409. јужно од села ишла је гранична линија између Венеције и Угарске. Почетком 16. века селом су овладали Турци који су га у свом поседу држали до пред крај 17. века, формално до Карловачког мира 1699. када улази у састав Млетачке републике. Српско становништво на ово подручје долази крајем 15. века бежећи пред Турцима. По паду Млетачке републике 1797. Пристег је делио судбину остатка Далмације, налазећи се прво под француском управом, да би од 1815. за цео век био у саставу Аустрије тј. Краљевине Далмације. Основна школа у селу постоји од средине 19. века. Као највеће село на простору између Бенковца и Шибеника у Пристегу је у време Краљевине СХС/Југославије била смештена жандармеријска станица. Током Другог светског рата село је било под италијанском окупацијом. Српско становништво се није у већем броју придружило ни партизанским ни четничким снагама до пред сам крај рата када су јединице НОВЈ спровеле мобилизацију на том подручју. После Другог светског Пристег губи на значају на рачун оближњих Станковаца. Инфраструктура у селу се споро развијала па је тако Пристег добио струју тек 1970, а на водовод је село прикључено тек 1986, када је месним самодоприносом асфалтиран и пут кроз село. На првим вишестраначким изборима 1990. за посланика у СО Бенковац, одржаним по већинском систему, у Пристегу је победио кандидат СДС-а Љубомир Љубе Поповић. Узимајући у обзир да је један број локалних Срба гласао за хрватске комунисте, раширило се убеђење да су резултати пописа који је одржан марта наредне 1991. године у ствари фалсификовани. Српски део села је од августа 1990. признавао власт САО Крајине, тј. Републике Српске Крајине. Почетком августа 1991. до тада мирно село, у којем су се осећале тензије и биле организоване локалне страже, постало је поприште оружаног сукоба између диверзантске групе хрватског МУП-а и јединица Милиције Крајине у којем су смртно страдала тројица хрватских диверзаната. Континуирани оружани окршаји отпочели су септембра 1991. и до краја рата углавном су се сводили на размену артиљеријске ватре. Село је било подељено на део под контролом СВК и део под контролом ХВ. Линија раздвајања ишла је отприлике средином села. Већих пешадијских окршаја није било. Крајем децембра 1993. у окршају са јединицама Српске војске Крајине страдало је 6 припадника ХВ, што су највећи губици једне од зараћених страна забележени на том подручју до краја рата. Дана 5. августа 1995. у село су ушле јединице Хрватске војске. Уследила је пљачка и разарање имовине протераних Срба. Срби се ни 20 година по завршетку рата нису вратили у значајнијем броју. Неке од кућа су обновљене, а већи број Срба у Пристегу борави лети када из иностранства, из Србије и РС дођу на своја имања.

## Становништво
Прије рата 1990-их, Пристег је био етнички мјешовито село; по попису из 1991. године, Пристег је имао 960 становника, од чега 528 Хрвата, 410 Срба и 2 Југословена и 20 осталих. Према попису становништва из 2001. године, Пристег је имао 368 становника. Пристег је према попису становништва из 2011. године имао 316 становника.
| Националност       | 1991. | 1981. | 1971. | 1961. |
| Срби               | 410   | 501   | 546   | 550   |
| Хрвати             | 528   | 507   | 565   | 591   |
| Југословени        | 2     | 40    | 44    |       |
| остали и непознато | 20    | 15    | 1     | 14    |
| Укупно             | 960   | 1.063 | 1.156 | 1.155 |

| Демографија | Демографија | Демографија |
| Година      | Становника  | Становника  |
| ----------- | ----------- | ----------- |
| 1961.       | 1.155       |             |
| 1971.       | 1.156       |             |
| 1981.       | 1.063       |             |
| 1991.       | 960         |             |
| 2001.       | 368         |             |
| 2011.       |             | 316         |

## Попис 1991.
На попису становништва 1991. године, насељено место Пристег је имало 960 становника, следећег националног састава:
| Попис 1991.‍  | Попис 1991.‍  | Попис 1991.‍ | Попис 1991.‍ | Попис 1991.‍ |
| ------------ | ------------ | ----------- | ----------- | ----------- |
|              |              |             |             |             |
| Хрвати       | Хрвати       |             | 528         | 55,00%      |
| Срби         | Срби         |             | 410         | 42,70%      |
| Југословени  | Југословени  |             | 2           | 0,20%       |
| Словенци     | Словенци     |             | 2           | 0,20%       |
| неопредељени | неопредељени |             | 3           | 0,31%       |
| непознато    | непознато    |             | 15          | 1,56%       |
| укупно: 960  |              |             |             |             |

## Презимена
| - Букарица — Православци - Буљ — Православци - Вранковић — Православци - Зечевић — Православци - Ковачевић — Православци - Малбаша — Православци - Маленица — Православци - Мацавара — Православци | - Поповић — Православци - Пуповац — Православци - Ромић — Православци - Тинтор — Православци - Ћалић — Православци - Ћућко — Православци - Црнокрак — Православци - Шуша — Православци |